# چوی یو-جو
چوی یو-جو (کره‌ای: 최유주؛ زادۀ ۵ مارس ۱۹۹۷) همچنین با نام هنری یوجو شناخته می‌شود، خواننده و بازیگر اهل کره جنوبی است. او یکی از اعضای گروه دخترانۀ چری بولت است که در سال ۲۰۲۴ دیسبند شد. از مجموعه‌هایی که وی در آن نقش‌آفرینی کرده می‌توان به بیستمین ۲۰ سالگی من (۲۰۲۳) اشاره کرد.